# 서윤석 (1955년)
서윤석(서울, 1955년 1월 3일 ~ )은 대한민국의 회계학자이다.
서울대학교 경제학과를 졸업하고 미국 텍사스 대학교 오스틴에서 회계학 석·박사 학위를 받은 회계전문가로서, 로스앤젤레스 캘리포니아대학교와 일리노이대학교 교수를 거쳐 이화여자대학교 교수가 되었고, 한국관리회계학회 회장을 맡았다. 2004년 포스코 사외이사로 첫 선임된 뒤 평가보상위원장, 내부거래위원장, 감사위원장 등 이사회 산하 주요 위원회를 이끌면서 포스코의 투명경영에 기여해 왔다는 평가를 받았고 2008년 포스코 이사회 의장이 되었다. 배우자는 사진가 엄을순이고 엄을순과의 사이에 딸 2명을 두었다.

## 학력
- 서울대학교 경제학 학사
- 텍사스 대학교 오스틴 대학원 회계학 석사
- 텍사스 대학교 오스틴 대학원 회계학 박사

## 경력
- 1997년: 종합금융사 경영정상화계획 평가위원
- 1999년: 회계학연구 편집위원장, 한국회계기준위원회 위원
- 2000년: 아주대학교 서울캠퍼스 경영대학원 부원장
- 2001년: 한국관리회계학회 부회장
- 2002년 ~: 이화여자대학교 경영대학 경영학과 교수
- 2002년 ~ 2007년 2월: 이화여자대학교 경영대학장
- 2002년 ~ 2004년: LG텔레콤 사외이사
- 2004년: SK 사외이사, 포스코 사외이사
- 2008년 4월: 포스코 이사회 의장
- 2010년 3월 ~: 엔씨소프트 사외이사